# Gunner Nielsen
Gunner Nielsen (født 1. januar 1944 på Frederiksberg, Danmark) er en dansk tidligere roer.
Nielsen var med i den danske firer uden styrmand ved OL 1968 i Mexico City. John Erik Jensen, Johnny Algreen Petersen og Mogens Pedersen udgjorde resten af besætningen. Danskerne sluttede på en samlet 10. plads ud af 11 deltagende både i konkurrencen.